# Памятник Михаилу Водопьянову
Памятник лётчику Михаилу Водопьянову установлен в Москве на Ходынском поле, на территории бывшего Центрального аэродрома имени М. В. Фрунзе. Автор монумента — скульптор Александр Головачёв. Памятник относится к категории «городская скульптура».
На установку памятника из городского бюджета было выделено 16,3 миллиона рублей. Он был открыт на Ходынском бульваре 17 августа 2013 года. В торжественной церемонии принимал участие Герой Советского Союза лётчик Николай Тимофеевич Антошкин. Предполагается, что этот памятник станет первым на будущей аллее лётчиков-героев на Ходынском поле.
Общая высота памятника составляет 4,8 м, вес — 2 тонны. Бронзовая скульптура высотой 3,3 м установлена на постаменте высотой 1,5 м. Водопьянов изображён в лётной форме, в левой руке у него карта. Памятник стоит в центре круглой трёхступенчатой площадки, вымощенной гранитными плитами.
Памятник напоминает о том, что лётчик Михаил Водопьянов первым в мире совершил посадку на лёд на Северном полюсе. Постамент выполнен в виде глыбы льда. На карте в левой руке лётчика — маршрут его полёта на Северный полюс. Круглое основание, в центре которого установлен памятник, символизирует земной шар и Северный полюс.